# Прачинбури
Прачи́нбури (тайск. ปราจีนบุรี) — город в Таиланде, столица одноимённой провинции.

## География
Город располагается в 122 км к востоку от Бангкока.

## Население
По состоянию на 2015 год население города составляет 17 635 человек. Плотность населения — 2115 чел/км². Численность женского населения (53 %) превышает численность мужского (47 %).